# František Antonín Šebesta
František Antonín Šebesta, zvaný Sebastini (1724 Kojetín – 3. března 1789 Prostějov) byl moravský barokní malíř.

## Život
Pocházel z Kojetína. V roce 1754 se s rodinou přestěhoval do Prostějova, kde dostal zakázku k malířské výzdobě klášterního kostela milosrdných bratří. Pracoval zejména pro církevní patrony, vytvořil četné olejomalby a fresky s náboženskou tematikou. Po roce 1755 spolupracoval s F. A. Maulbertschem, rakouským malířem vyznačujícím se výraznými kontrastovými efekty ve svých dílech. V Horním Slezsku byl jeho kolegou sochař a štukatér Johann Schubert.

## Dílo

### Morava a Slezsko
- Prostějov, kostel Milosrdných bratří sv. Jana Nepomuckého – cyklus fresek k oslavě sv. Jana Nepomuckého (1753–1757)[1]
- Rájec-Jestřebí, zámek – nástěnné malby pokojů a hlavního sál (1766–1768)
- Velké Hoštice, kostel sv. Jana Křtitele – fresky (1772–1774)[1]
- Horní Hlohov, kostel sv. Bartoloměje – cyklus fresek ze života sv. Bartoloměje (1776–1783)[1]
- Široká Niva, kostel sv. Martina – obrazy Křížové cesty (1779)[1]
- Velké Losiny, kostel sv. Jana Křtitele – obrazy Křížové cesty (kol. 1782)[2]
- Šternberk, bývalý augustiniánský kostel Zvěstování Panny Marie –⁠ fresková výzdoba (1781–1784)
- Chvalnov, kostel sv. Jakuba Staršího –⁠ obrazy hlavního (1767) a dvou bočních oltářů